# サームガーム郡
サームガーム郡（サームンガームぐん、タイ語: สามง่าม） はタイ中部・ピチット県の郡（アムプー）である

## 行政区分
郡は5のタムボンに分かれ、さらにその下位に80の村（ムーバーン）がある。
- タムボン・サームンガーム・・・ตำบลสามง่าม
- タムボン・カムペーンヂン・・・ตำบลกำแพงดิน
- タムボン・ランノク・・・ตำบลรังนก
- タムボン・ノンポー・・・ตำบลเนินปอ
- タムボン・ノーンサノー・・・ตำบลหนองโสน